# Steffen Bringmann
Steffen Bringmann (República Democrática Alemana, 11 de marzo de 1964) es un atleta alemán retirado especializado en las pruebas de velocidad. Fue subcampeón europeo en 1986 en la prueba de 4 × 100 m con su país.

## Carrera deportiva
En el Campeonato Europeo de Atletismo de 1986 ganó la medalla de plata en los relevos 4x100 metros, con un tiempo de 38.64 segundos, llegando a meta tras la Unión Soviética y por delante de Reino Unido (bronce).
Su mejor marca personal en los 100 metros es de 10.13 segundos, conseguida en la ciudad alemana de Jena en junio de 1986.